# Convair XA-44
Die Convair XA-44 (ab 1948: Convair XB-53) war ein geplanter taktischer Bomber des US-amerikanischen Herstellers Consolidated Vultee Aircraft Corporation, dessen Entwicklung Ende 1948 abgebrochen wurde.

## Geschichte
Die A-44 war der zweite von drei Konzeptentwürfen, die 1944 als Antwort auf eine Ausschreibung der USAAF für einen taktischen Bomber eingereicht wurden. Es handelt sich um einen von drei General Electric J35-Strahltriebwerken angetriebenen Schulterdecker mit negativer Pfeilung von −30° und einer V-Stellung von 8° auf der Basis der Auswertung der Daten der Operation Overcast, zu der auch Erkenntnisse des Projekts der Junkers Ju 287 gehörten. Die Tragflügelwurzel des schwanzlosen Flugzeugs war weit zum Heck hin verschoben, was zusammen mit der negativen Pfeilung die kritische Machzahl erhöhen sollte und gleichzeitig das Problem des Strömungsabrisses an den Tragflächenspitzen von Pfeilflügeln beheben sollte. Die Höhenruder waren an der Innenseite des Tragflügels angeordnet, die Querruder an der Außenseite. Bewegliche Flügelspitzen ermöglichten es den Anstellwinkel bei Start und Landung zu erhöhen. Als interne Waffenlast konnten 5.440 kg Abwurfmunition und an Unterflügelstationen bis zu 40 ungelenkte Raketen mitgeführt werden. Hinzu kamen bei einer geplanten Variante mit fester Bugnase bis zu 20 starr eingebaute MG vom Kaliber 12,7 mm.
Die US-Luftwaffe bestellte 1946 zwei XA-44 mit den Seriennummern 45-59583 und 45-59584. Die Bezeichnung wurde 1948 in XB-53 geändert. Noch im gleichen Jahr begrenzte die USAF den Prototypenbau jedoch auf die Martin XB-51 und das XA-44-Programm wurde noch vor Fertigstellung der Prototypen Ende 1948 eingestellt.

## Technische Daten (geplant)
| Kenngröße             | Daten                                          |
| --------------------- | ---------------------------------------------- |
| Besatzung             | 4                                              |
| Länge                 | 24,23 m                                        |
| Spannweite            | 24,56 m                                        |
| Höhe                  | 7,21 m                                         |
| Startmasse            | 27.215 kg                                      |
| Antrieb               | drei General Electric J35 mit je 17,8 kN Schub |
| Höchstgeschwindigkeit | 933 km/h                                       |
| Reichweite            | 3.218 km                                       |
| Dienstgipfelhöhe      | 13.410 m                                       |